# Granåsen (naturreservat)
Granåsen är ett naturreservat som omfattar en del av åsen med samma namn i Leksands kommun i Dalarnas län.
Området är naturskyddat sedan 2005 och är 105 hektar stort. Reservatet innefattar Lungsjöåns dalgång vilken åsen korsar. Reservatet består av äldre granskog med lövträd, lövrik sumpskog längs Lungsjöån och myrar med gles tallskog.